# 니리가하마역
니리가하마역(일본어: 二里ヶ浜駅, にりがはまえき)은 일본 와카야마현 와카야마시에 있는 난카이 전기철도 가다 선의 역이다. 역 번호는 NK44-5이다.

## 역 구조
교환 설비를 갖춘 상대식 승강장 2면 2선의 지평역이다. 역사는 와카야마시 방면 승강장과 접하고 있으며 가다 방향 승강장으로 가기 위해서는 구내 건널목을 건널 필요가 있다. 변소는 와카야마시 방면 승강장의 가다 방향에 있는 남녀 공용의 수세식이다.

### 승강장
| 역사측 | 가다 선(상행) | 와카야마시 방면 |
| 반대측 | 가다 선(하행) | 가다 방면       |

## 역 주변
바다와 가깝다. 과거는 기노강 하구에서 이소노우라 역 부근까지 약 8km에 걸쳐서 니리가하마로 불리는 해변이 펼쳐져 있어 역명의 유래가 되었다.
- 와카야마 시립 니시와키 초등학교 - 역사 바로 앞.
- 와카야마 사이쇼나카 우체국 - 역의 동쪽.
- 가와니시 공원 - 역의 남쪽.

## 역사
- 1912년 6월 16일: 가다 경편 철도 개통과 동시에 영업 개시.
- 1930년 12월 22일: 회사명 변경에 의하여 가다 전기철도의 역이 됨.
- 1942년 2월 1일: 회사 합병으로 난카이 철도역이 됨.
- 1944년 6월 1일: 회사 합병으로 긴키 닛폰 철도의 역이 됨.
- 1947년 6월 1일: 노선 양도로 인하여 난카이 전기철도의 역이 됨.

## 인접역
| 난카이 전기철도 가다 선         | 난카이 전기철도 가다 선 | 난카이 전기철도 가다 선     |
| ------------------------------- | ----------------------- | --------------------------- |
| NK44-4 니시노쇼 와카야마시 방면 |                         | 이소노우라 NK44-6 가다 방면 |